# Aleurovitreus
Aleurovitreus es un género de hemíptero de la familia Aleyrodidae, con una subfamilia: Aleyrodinae.

## Especies
Las especies de este género son:
- Aleurovitreus insignis (Bondar, 1923)
- Aleurovitreus mariae Sánchez-Flores & García-Ochaeta, 2018
- Aleurovitreus piperschiedeanum Sánchez-Flores & Carapia-Ruíz, 2018
- Aleurovitreus pueblensis Sánchez-Flores & Carapia-Ruíz, 2018
- Aleurovitreus risor Martin, 2005
- Aleurovitreus tuberculatus Sánchez-Flores & Carapia-Ruíz, 2018